# Superman/Shazam!: The Return of Black Adam
Superman/Shazam!: The Return of Black Adam es un cortometraje de animación de superhéroes de 2010, dirigido por Joaquim Dos Santos y escrita por Michael Jelenic, en el que George Newbern y Jerry O'Connell retoman sus papeles de Liga de la Justicia Ilimitada como Superman y Capitán Marvel que cooperan para luchar contra el poderoso Black Adam. La película, que se estrenó el 9 de noviembre de 2010 como el largometraje principal de la compilación DVD DC Showcase Original Shorts Collection, fue la cuarta y hasta la fecha más larga de la serie DC Showcase, que también se incluyeron en versiones extendidas. Esta fue la última actuación cinematográfica de James Garner antes de su muerte.

## Argumento
La película comienza con Black Adam regresando a la Tierra, visto como un meteoro que se estrella en una ladera por la noche.
La película se centra en el joven Billy Batson que vive solo en un barrio pobre de Fawcett City. Más tarde se revela que Billy es un huérfano cuyos padres adoptivos lo echaron. Va a una cafetería para reunirse con Clark Kent que está escribiendo un artículo sobre la situación de Billy. Black Adam llega y ataca a Billy, declarando su intención de matar al niño antes de que el Mago pueda llegar a él. Clark distrae a Adam, permitiendo que Billy escape mientras se transforma en Superman. Black Adam persigue a Billy por las calles pero Superman interviene y lucha contra él. Al principio los dos parecen coincidir, pero la vulnerabilidad de Superman a la magia le da la ventaja a Adam.
Billy se las arregla para correr hacia el metro donde escapa con la ayuda de un vagabundo que había intentado sin éxito salvar de un atraco. Black Adam arrincona a Billy en las vías, pero parece que Billy es atropellado por un tren. Se despierta y descubre que está en un vagón de metro vacío que lo lleva a una cueva gigantesca. Allí Billy se encuentra con el Mago Shazam que le dice que él es el próximo Elegido. El Mago explica que Black Adam había sido su campeón hace 5000 años, pero Adam había usado su poder para beneficio personal y corrompido el don. Fue entonces desterrado a través del universo pero ahora ha regresado buscando venganza contra el Mago y su nuevo campeón. El Mago otorga su poder a Billy y provoca una cueva, deseando expiar el error de crear a Black Adam. Le dice a Billy que diga su nombre si necesita ayuda. Billy escapa de la cueva que se derrumba y llega afuera.
Billy se enfrenta a Adam y, diciendo "¡SHAZAM!", se encuentra transformado instantáneamente por un rayo en una poderosa versión adulta de sí mismo con una fuerza, velocidad, durabilidad y vuelo sobrehumanos. La transformación se invierte de la misma manera. Billy y Superman se unen para luchar contra Black Adam en los cielos. Dándose cuenta de que no puede derrotar a ambos, Black Adam destruye una presa que amenaza con inundar la ciudad. Mientras Supermán desvía la inundación, Adam toma como rehén a un automovilista y le dice a Billy que se entregue en su forma mortal para asegurar su liberación. Billy cumple, pero Adam lanza al rehén al cielo y silencia a Billy antes de que pueda intentar rescatarla. La mujer es rescatada por Superman que ataca a Adam y libera a Billy. Esto permite a Billy transformarse de nuevo en el Capitán Marvel y derrotar rápidamente a Black Adam. El Capitán Marvel está a punto de matarlo, pero Superman le convence de que es mejor que un asesino. Adam declara que sólo la muerte lo detendrá. El vagabundo reaparece y se revela como el ángel guardián del chico, Tawky Tawny. Tawky vuelve a su verdadera forma de tigre y amenaza con hacer que el Mago destierre a Adam aún más lejos en el universo. Sin querer ser desterrado de nuevo, Adam grita "SHAZAM" volviendo al mortal Teth-Adam. Habiendo sido Black Adam durante milenios, su cuerpo mortal no puede soportar los estragos del tiempo y se convierte en polvo. Fue un aparente engaño, ya que Tawny confirma que el Mago está muerto antes de irse.
Días después, Billy está leyendo el artículo de Clark cuando se encuentra con unos matones. Tratan de intimidarlo, pero él simplemente sonríe y un rayo golpea la ciudad.

## Reparto
- George Newbern como Kal-El/Clark Kent/Superman[3]
- Jerry O'Connell como Capitán Marvel[3]
- Arnold Vosloo como Black Adam[3]
- Zach Callison como Billy Batson[4]
- James Garner como Shazam[3]
- Josh Keaton como Punk, Novio de Sally (sin acreditar)[4]
- Danica McKellar como Sally[4]
- Kevin Michael Richardson como Mister Tawky Tawny[4]

## Música
Un álbum de banda sonora de Benjamin Wynn y Jeremy Zuckerman fue lanzado por Lalaland Records el 12 de abril de 2011. Este lanzamiento fue una edición limitada de 1000 unidades y adicionalmente recogió música de Flecha Verde, Jonah Hex, y los cortos animados de Spectre de DC Showcase.